# Keny Arkana
Keny Arkana (ur. 20 grudnia 1982 w Boulogne-Billancourt) – francuska raperka. Działa w Marsylii, uczestniczy w alterglobalistycznym ruchu "La Rage Du Peuple".

## Życiorys
Artystka ma argentyńskie korzenie. Dorastała w Marsylii, a pierwsze teksty zaczęła tworzyć w wieku 12 lat. Utworzyła zespoły Mars Patrie a następnie Etat-Major, z którymi występowała na niezależnych scenach. Kulminacją tego okresu był wydany jako EP mixtape "Volume 1".
Następnie zdecydowała się na karierę solową, debiutując kolejnym EP, "Le missile est lancé" w 2004 roku. Dwa lata później wydała w wytwórni La Callita swój pierwszy album: "Entre ciment et belle étoile". Pierwszy promujący tę płytę singel, "La rage", zawierał odniesienia do niepokojów społecznych we Francji w 2005 roku.
Drugi jej album, "L'Esquisse 2", ukazał się 23 maja 2011, wydany przez wytwórnię Because Music. W 2012 roku ukazał się kolejny album, "Tout Tourne Autour Du Soleil". Utwór „Dégagez!” był bardzo popularnym motywem muzycznym podczas protestów „ruchu” żółtych kamizelek w latach 2018-2019.

## Dyskografia

### État-Major
- 2003: Volume 1 (EP)

### Solo
- 2004 : Le missile est lancé (EP)
- 2005 : L'Esquisse
- 2006 : La rage (EP)
- 2006 : Entre ciment et belle étoile
- 2008 : Désobéissance (EP)
- 2011 : L'Esquisse 2
- 2012 : Tout Tourne Autour du Soleil